# Basing House
Basing House är ett slott i Storbritannien.   Det ligger i grevskapet Hampshire och riksdelen England, i den södra delen av landet, 70 km väster om huvudstaden London. Basing House ligger 89 meter över havet.
Terrängen runt Basing House är platt. Runt Basing House är det ganska tätbefolkat, med 248 invånare per kvadratkilometer. Närmaste större samhälle är Basingstoke, 2,6 km väster om Basing House. Runt Basing House är det i huvudsak tätbebyggt.